# Panmunjom
Panmunjom (Hangul: 판문점, Hanja: 板門店, McCune-Reischauer: P'anmunjŏm, revideret romanisering: Panmunjeom) er en landsby som ligger på de facto-grænsen mellem Nord og Sydkorea. I 1953 blev våbenhvileaftalen, som gjorde en ende på Koreakrigen, underskrevet her.
Bygningen, hvor aftalen blev underskrevet, står fortsat der, hvor den blev bygget, lige nord for grænselinjen, som går midt i den demilitariserede zone.
Grænsen er anset som en af de sidste rester fra den kolde krig. Samtaler mellem nord- og sydkoreanske myndigheder foregår i de lyseblå bygninger, som er beliggende i Panmunjom.

## Lokalisering
Landsbyen ligger 48 kilometer nordvest for den sydkoreanske hovedstad Seoul og 10 kilometer øst for den nordkoreanske by Kaesong og var åsted for møderne til den militære våbenhvilekommission de sidste år af Koreakrigen.
De første møder blev først afholdt i telt på den sydlige side af vejen mellem Kaesong og Seoul på vestbredden af floden Sa'cheon. Landsbyen, som bestod af under ti små hytter, lå på den nordkoreanske side af vejen.
Bygningen blev konstrueret af begge sider i løbet af 48 timer. Nordkorea bidrog med arbejdskraft og nogen vareleverancer, FN-kommandoen bidrog med vareleverancer, generatorer og lys, hvilket gjorde det muligt også at arbejde om natten.
De ledende delegater fra hver side brugte 10 minutter på at underskrive de 18 kopier af aftalens to dele på tre sprog.
Efter, at våbenhvileaftalen var underskrevet, blev der i september 1953 igangsat arbejde med at etablere et permanent mødested vel en kilometer øst for landsbyen. Området blev kaldt Joint Security Area (JSA = fælles sikkerhedsområde), og det er der, alle møderne mellem Nordkorea og FN-kommandoen eller Sydkorea er foregået siden. JSA bliver ofte kaldt for Panmunjom, hvilket altså ikke er korrekt.
Efter krigen blev alle civile flyttet fra den demilitariserede zone med undtagelse af to landsbyer, en på hver side af grænsen. Landsbyen Panmunjom forfaldt langsomt men sikkert og er i dag helt borte. Bygningen, som blev benyttet for at underskrive våbenhvileaftalen, er senere døbt til Fredsmuseet af Nordkorea.

## Baggrund
De lille landsby Panmunjom var åsted for forhandlingerne, som førte til, at Koreakrigen standsede. Repræsentanter fra FN-kommandoen mødte nordkoreanske og kinesiske repræsentanter fra 1951 til 1953. Samtalerne trak ud flere måneder, eftersom parterne var uenige om både militære grænser og hvordan krigsfangerne skulle behandles, og det var særlig løsningen på det sidste spørgsmål, som tog tid.
Soldater under FN-kommando, som blev taget til fange af Nordkorea, blev i stor udstrækning mishandlet og udsatte for hjernevask. For Nordkorea og Kina var problemet anderledes. Over en trediedel af krigsfangerne, som FN-kommandoen havde taget til fange, og et større antal kinesere ville ikke sendes tilbage til sine hjemlande. Sydkorea stod tillige fast på, at Korea skulle genforenes.
Den 8. juni 1953 blev krigsfangeproblemet løst. De fanger, som nægtede at vende tilbage til deres oprindelige hjemland, blev givet mulighed for at leve under neutral overvågning i tre måneder. Så skulle de, som fortsat nægtede at blive sendt tilbage, blive sat fri.
Den endelige aftale blev underskrevet den 27. juli 1953. USA, Kina og Nordkorea kom til enighed om en våbenhvile, som satte en stopper for kamphandlingerne, men Sydkorea nægtede at skrive under.
Aftalen sagde blandt andet, at der skulle oprettes en fire kilometer bred demilitariseret zone over den koreanske halvø, som mere eller mindre fulgte den 38. breddegrad. Tropper og våben skulle fjernes fra området, som var blevet stærkt befæstet mod slutningen af krigen. Eftersom Sydkorea nægtede at underskrive aftalen, er de to koreanske nationer fortsat, teknisk set, i krig.
USA har haft soldater stationerede i Sydkorea siden 2. verdenskrig. I november 2004 startede tilbagetrækningen af vel en trediedel af styrken. Samtidig blev de amerikanske soldaters hovedkvarter i Panmunjom lagt ned, og amerikanske soldaters patruljering langs grænsen mod Nordkorea, ophørte.

## Hændelser
Panmunjom er i centrum af et af verdens militært og politisk set mest spændte områder. Stedet har været åsted for flere hændelser, som har afstedkommet international opmærksomhed:
- Den 18. august 1976, klokken 1040. En gruppe på fem civilt ansatte sydkoreanere skal sammen med en sikkerhedsstyrke fra FN-kommandoen inkluderet major Arthur G. Bonifas (også leder for FN-kommandoen i JSA), løjtnant Mark T. Barrett samt en officer fra den sydkoreanske hær (ROKA), fælde et stort træ, som forhinder udsigten mellem to FN-vagtposter. De bliver pludselig angrebet af nordkoreanske grænsevagter.

Vagtposten, som skal få bedre udsigt ligger lige ved "Bridge of No Return", som fik sit navn, da frigivne nordkoreanske krigsfanger, som ville vende tilbage til Nordkorea, måtte gå over denne bro for at komme hjem. Grænsen mellem de to koreanske nationer ligger halvvejs ude på broen. De nordkoreanske soldater havde gjort flere forsøg tidligere på tage personel under FN-kommandoen til fange og over på nordkoreansk side.
Kampene, som så fulgte, involverede 30 nordkoreanske soldater og 14 soldater tilhørende FN-kommandoen. Bonifas og Barrett blev dræbte af nordkoreanske soldater, som brugte økser og knive, som de flygtende sydkoreanere kastede fra sig.
- Den 21. august 1976, klokken 0700. FN-kommandoen iscenesætter en gigantisk militær parade, Operation Paul Bunyan, for at understrege kommandoens ret til at operere frit og indenfor våbenhvileaftalen på deres egen side af DMZ.

- Den 23. december 1968. Besætningen om bord i det amerikanske spionskib U.S.S. Pueblo gik over Bridge of No Return til Sydkorea, da de blev sat fri efter 11 måneders fangenskab.

- Et antal afhopninger er også sket over årene, således gik en kaptajn i Nordkoreas hær over grænsen mod Sydkorea den 3. februar 1998.

- En nordkoreansk tunnel konstrueret for at infiltrere og muligvis invadere Sydkorea, blev fundet vel 4 mil sydsydvest for Panmunjom i 1978. Senere blev tre andre tunneler fundet langs DMZ, hvoraf en stor nok til at køre biler igennom, den seneste i 1990-erne.